# Anna Proclemer
Annamaria Proclemer (Trento, 30 de mayo de 1923-Roma, 25 de abril de 2013) fue una de las grandes actrices del teatro italiano.

## Biografía
Debutó en 1942 y en 1945 en el Teatro delle Arti de Roma hace El bosque petrificado de Sherwood.
Protagoniza en 1948 La gaviota de Antón Chéjov en el Piccolo Teatro di Milano dirigida por Giorgio Strehler, trabajando entre 1952-55 junto a Vittorio Gassman en Edipo Rey, Hamlet, Kean, etc.
En 1955 hace una exitosa gira por Argentina, Uruguay y Brasil con Giorgio Albertazzi con la compañía Proclemer-Albertazzi que en Italia trabajará por 15 años en obras de repertorio clásico y moderno: Santa Juana, Maria Estuardo, Largo viaje hacia la noche, Días felices, La voz humana, Ana de los milagros (El milagro de Ana Sullivan con la jovencísima Ottavia Piccolo), Hécuba, Antonio y Cleopatra, La profesión de la señora Warren y otras.
En el cine protagonizó 15 películas, pero interpretó papeles secundarios en muchas otras y dobló a actrices de la talla de Greta Garbo y Anne Bancroft.
Su carrera cinematográfica es escueta en comparación con la teatral. Hizo importantes trabajos en televisión: El idiota de Dostoievski, Ana de los milagros, Anna Christie.
Se casó con el escritor Vitaliano Brancati (1946 hasta 1954) con quien tiene su hija Antonia y en 1956 inicia una relación con el actor y director Giorgio Albertazzi hasta que este se casa en 2007 con Pia de Tolomei, 36 años más joven que él.
Proclemer puso fin a sus 70 años de carrera protagonizando en 2012 la película Magnifica presenza, de Ferzan Özpetek. El mismo director la contrataría más tarde para otro papel en su siguiente película Allacciate le cinture, pero ella lo rechazó, alegando que no se sentía con fuerzas para seguir adelante y abordar otro papel. Murió el 25 de abril de 2013, a los 89 años.
En 2018, con motivo del quinto aniversario de su muerte, el periodista trentino Franco Delli Guanti realizó el documental La tigre di carta. Anna Proclemer entre el éxito y la fragilidad.

## Premios y reconocimientos
Entre los premios obtenidos figuran el Nettuno d'oro, Premio San Genesio, Premio Duse, Premio Renato Simoni, Premio Una vita per il Teatro, Maschera d' argento, Premio Olimpici y otros.
- Premio Flaiano sección teatro
  - En 1987 – Mejor interpretación en Conversazione galante[4]
  - En 2001 – A su carrera[4]
- 1996 Gran Oficial de la Orden del Mérito de la República, por iniciativa del Presidente de la República[5]
- En 2010 fue galardonada con el Premio Gassman a Toda una Vida Teatral.
- En 2011 con el Premio Alabarda d'oro.